# 小嶋謙四郎
小嶋 謙四郎（こじま けんしろう、1925年3月28日-　）は、日本の心理学者、早稲田大学名誉教授。
長野県上田市出身。旧制上田中学（長野県上田高等学校）を経て、1949年早稲田大学文学部哲学科心理学卒業。1974年「乳幼児における自己制御機構の発達的研究」で文学博士。早大講師を経て、1959年文学部教授。家庭裁判所研修や国立公衆衛生院の講師も併任した。1995年定年退官、名誉教授。

## 著書
- 『静かな椅子 小島謙四郎詩集』昭森社 1953
- 『保健面接』医学書院 看護教養新書 1965
- 『乳児期の母子関係 臨床心理学的接近』医学書院 1968
- 『母子関係と子どもの性格　 ひとみしりやまなざしと性格形成』川島書店 1969
- 『発達臨床心理学』朝倉書店 1972
- 『あそびの子育て学』築地書館 1987
- 『子どもの発達臨床心理学』川島書店 1987
- 『葵花向日』画・文 青娥書房 1994
- 『人間化 考える心と詩的言語の誕生』海鳴社 1995
- 『赤ちゃん学序説』川島書店 1998
- 『哲学と詩』川島書店 1999

### 共編著
- 『公衆衛生看護双書 第3 保健指導の技術 基礎編』早坂泰四郎,樋上亮一共著 医学書院 1963
- 『小児看護心理学』斎藤慶子共著 医学書院 看護教養新書 1964
- 『臨床心理学講座 第4巻 臨床心理学の現状と活動』玉井収介,片口安史共編 誠信書房 1968
- 『小児看護心理学』編 医学書院 1971
- 『事典こども』一番ケ瀬康子,中嶋博共編 芸林書院 1971
- 『小児の臨床心理検査法』秋山誠一郎,空井健三共編 医学書院 1973
- 『こども相談 こころとからだの健康カルテ』上出弘之,伊藤隆二共編 有斐閣選書 1974
- 『家族の発達 新しい家族関係論を目ざして』高橋種昭,古沢頼雄共編 同文書院 1975
- 『乳児保育概説』平山宗宏共編 朝倉書店 1975
- 『母なるもの　どう考えるか』河合隼雄,藤田統共著 二玄社 1977
- 『絵画空想法解説』槙田仁ほか共著 金子書房 1978
- 『乳幼児保健指導の実際』高野陽共編集 医学書院 1983
- 『乳幼児の発達相談』編 医学書院 1991
- 『乳児心理学 人間発達の基礎』編著 川島書店 1997

## 論文
- Cinii